# Anna Gunn
Anna Gunn, ameriška igralka, * 11. avgust 1968, Santa Fe, Nova Mehika, Združene države Amerike.
Diplomirala je iz igralstva na Univerzi Northwestern, nato pa pričela nastopati v različnih gledaliških produkcijah v Chicagu ter od leta 1992 tudi v televizijskih in filmskih vlogah. Zaslovela je z vlogo Skyler White, žene protagonista v dramski seriji Kriva pota, ki se je predvajala med letoma 2008 in 2013. Zanjo je dvakrat zapored, v letih 2013 in 2014, prejela emmyja za najboljšo stransko žensko vlogo.
Zdaj živi v Los Angelesu. Z nekdanjim možem Alastairjem Duncanom ima hčerki Emmo in Eilo.